# Crystal (язык программирования)
Crystal — объектно-ориентированный язык программирования общего назначения, спроектированный и разработанный Арье Боренцвейгом, Хуаном Вайнерманом и Брайаном Кардиффом. Развивается сообществом из более 300 разработчиков. Обладает Ruby-подобным синтаксисом, но, в отличие от Ruby, является компилируемым и статически типизированным языком, использующим вывод типов (в связи с чем явное объявление типов, как и в Ruby, не обязательно). Распространяется как свободное и открытое программное обеспечение под лицензией Apache версии 2.0.
Программы на Crystal компилируются средствами LLVM, при этом утрачены некоторые динамические аспекты, имеющиеся в Ruby, но эффективность программ намного выше, а производительность сравнима с программами на Си. Язык использует сборщик мусора Бёма, обладает системой макросов, поддерживает обобщённое программирование, перегрузку методов и операторов. Реализован интерфейс вызова функций из двоичных библиотек на Си и C++, при этом синтаксис взаимодействия с такими библиотеками максимально упрощён, что позволяет легко создавать библиотеки-обёртки, а не писать весь код с нуля. Также Crystal поддерживает ассемблерные вставки и прямое обращение по указателям — это считается небезопасной практикой, но не запрещено, поскольку необходимо, в частности, и для взаимодействия с функциями из внешних библиотек.

## История
Работа над новым языком программирования была начата в июне 2011 года в компании Manas. Разработчики поставили перед собой цель создать язык с элегантностью и продуктивностью Ruby и скоростью, эффективностью и безопасностью типов, присущих компилируемым языкам программирования. Первоначально разработка получила название Joy, однако позже была переименована в Crystal.
Первый официальный выпуск языка состоялся в июне 2014 года. Изначально компилятор языка был написан на Ruby, пока в 2013 году не был переписан на Crystal. В июле 2016 года вошёл в индекс TIOBE. 22 марта 2021 года разработчики выпустили первую стабильную версия языка — 1.0.0.

## Примеры
Hello, world!:
```
puts
 
"Hello World!"

```

или в объектно-ориентированном стиле:
```
class
 
Greeter

  
def
 
initialize
(
@name
 
:
 
String
)

  
end

 

  
def
 
salute

    
"Hello 
#{
@name
}
!"

  
end

end

g
 
=
 
Greeter
.
new
(
"world"
)

puts
 
g
.
salute

```

Простейший HTTP-сервер:
```
require
 
"http/server"

server
 
=
 
HTTP
::
Server
.
new
 
do
 
|
context
|

  
context
.
response
.
content_type
 
=
 
"text/plain"

  
context
.
response
.
print
 
"Hello world!"

end

server
.
bind_tcp
 
8080

puts
 
"Listening on http://127.0.0.1:8080"

server
.
listen

```

Следующий код объявляет коллекцию (массив), состоящую из элементов различных типов данных; Crystal в данном случае автоматически создаёт тип объединения с индивидуальными типами данных элементов массива:
```
desired_things
 
=
 
[
:unicorns
,
 
"butterflies"
,
 
1_000_000
]

p
 
typeof
(
desired_things
.
first
)
 
# typeof возвращает типы данных на момент компиляции, в данном случае (Int32 | String | Symbol)

p
 
desired_things
.
first
.
class
   
# метод класса возвращает тип данных времени исполнения, в данном случае Symbol

```

Каналы (Channel) используются для коммуникации между фиберами, создаваемыми при помощи команды spawn:
```
channel
 
=
 
Channel
(
Int32
)
.
new

spawn
 
do

  
puts
 
"Перед первой отправкой сообщения"

  
channel
.
send
(
1
)

  
puts
 
"Перед второй отправкой сообщения"

  
channel
.
send
(
2
)

end

puts
 
"Перед первым получением"

value
 
=
 
channel
.
receive

puts
 
value
 
# => 1

  

puts
 
"Перед вторым получением"

value
 
=
 
channel
.
receive

puts
 
value
 
# => 2

```